# Disjunció

Diagrama de Venn de

En lògica i matemàtiques una disjunció o disjunció lògica és un connector lògic que consisteix a presentar dues alternatives en una mateixa proposició o frase i, per tant, dona com a resultat verdader si una de les dues alternatives és verdadera. Lingüísticament s'expressa com "o", per exemple, "A v B" es llig A o B.

## Notació

Porta OR

En lògica i matemàtiques se simbolitza amb el connector ∨; en electrònica +; en programació | o or. ∨ deriva de vel (paraula llatina per designar "o").

## Taula de veritat
La taula de veritat de {\displaystyle ~A\lor B} és la següent:
| Entrada | Entrada | Eixida |
| A       | B       | A OR B |
| 0       | 0       | 0      |
| 0       | 1       | 1      |
| 1       | 0       | 1      |
| 1       | 1       | 1      |

## Propietats
Les següents propietats s'apliquen a la disjunció:
- Associativa: {\displaystyle a\lor (b\lor c)\equiv (a\lor b)\lor c}

- Commutativa: {\displaystyle a\lor b\equiv b\lor a}

- Distributiva: {\displaystyle (a\lor (b\land c))\equiv ((a\lor b)\land (a\lor c))}

{\displaystyle (a\land (b\lor c))\equiv ((a\land b)\lor (a\land c))}
{\displaystyle (a\lor (b\equiv c))\equiv ((a\lor b)\equiv (a\lor c))}
- Idempotència: {\displaystyle a\lor a\equiv a}